# ヌクス空港
ヌクス空港 (ヌクスくうこう、カラカルパク語:Nókis xalıqaralıq aeroportı、ウズベク語:Nukus xalqaro aeroporti) 、(IATA: NCU, ICAO: UTNN) はウズベキスタン・カラカルパクスタン共和国の首都ヌクスにある空港である。

## 機能
空港は海抜76mの地点に位置する。2本の滑走路があり、それぞれの全長は3000×48mと600×25mとなっている。

## 発着便
| 航空会社           | 就航地                                                       |
| ------------------ | ------------------------------------------------------------ |
| アエロフロート     | サンクトペテルブルク                                         |
| ガスプロムアヴィア | モスクワ・ヴヌーコヴォ                                       |
| モスコヴィア航空   | モスクワ・ドモジェドヴォ                                     |
| ウラル航空         | モスクワ・ドモジェドヴォ                                     |
| ウズベキスタン航空 | モスクワ・ドモジェドヴォ, サンクトペテルブルク, タシュケント |